# Nederland op het Eurovisiesongfestival 1990
Nederland nam deel aan het Eurovisiesongfestival 1990 in Zagreb, Joegoslavië. Het was de 34ste deelname van het land aan het Eurovisiesongfestival. De NOS was verantwoordelijk voor de Nederlandse bijdrage.

## Selectieprocedure
Het Nationaal Songfestival kende dit jaar twee halve finales (gehouden in februari) en een finale (gehouden op 10 maart). In totaal deden 20 liedjes mee aan de selectieronde. In beide halve finales deden tien artiesten mee, waarvan de top 5 doorstootte naar de finale. De shows vonden plaats in het Congresgebouw in Den Haag en werden gepresenteerd door Paula Patricio.
De winnaar werd gekozen door de 12 provinciale jury's.

### Uitslagen
| Volgorde | Artiest           | Lied                       | Kwalificatie |
| -------- | ----------------- | -------------------------- | ------------ |
| 1        | Cha-Cha           | Oh wat een heerlijke tijd  | J            |
| 2        | Rose Glisten      | Niet zonder jou            | N            |
| 3        | Gordon            | Gini                       | J            |
| 4        | Maywood           | Ik wil alles met je delen  | J            |
| 5        | Angelina van Dijk | Later                      | N            |
| 6        | Shan              | Anne                       | N            |
| 7        | Jeans             | Freedom, Freiheit, liberté | J            |
| 8        | Harold Verwoert   | Blijf maar bij mij         | N            |
| 9        | Helen Carmine     | Morgen                     | N            |
| 10       | Marc Benz         | Geef mij een kans          | J            |

| Volgorde | Artiest         | Lied                   | Kwalificatie |
| -------- | --------------- | ---------------------- | ------------ |
| 1        | The Company     | Zonder liedje          | J            |
| 2        | Georgie Davis   | Eenmaal                | J            |
| 3        | Simple and Pure | Einde van de regentijd | J            |
| 4        | Jolanda de Wit  | Je bent het echt       | N            |
| 5        | Erik Mesie      | Liefde                 | N            |
| 6        | Aurora          | De mooiste dag         | N            |
| 7        | John Vis        | Ben je gek             | N            |
| 8        | Gina            | Liever alleen          | J            |
| 9        | Tony Neef       | Alles                  | N            |
| 10       | Shift           | Helemaal               | J            |

| Volgorde | Artiest         | Lied                       | Punten | Plaats |
| -------- | --------------- | -------------------------- | ------ | ------ |
| 1        | The Company     | Zonder liedje              | 95     | 2      |
| 2        | Cha-Cha         | Oh wat een heerlijke tijd  | 46     | 8      |
| 3        | Gordon          | Gini                       | 45     | 9      |
| 4        | Simple and Pure | Einde van de regentijd     | 60     | 6      |
| 5        | Georgie Davis   | Eenmaal                    | 44     | 10     |
| 6        | Jeans           | Freedom, Freiheit, liberté | 64     | 5      |
| 7        | Gina            | Liever alleen              | 56     | 7      |
| 8        | Marc Benz       | Geef mij een kans          | 69     | 4      |
| 9        | Maywood         | Ik wil alles met je delen  | 102    | 1      |
| 10       | Shift           | Helemaal                   | 79     | 3      |

## In Joegoslavië
Nederland moest tijdens het Eurovisiesongfestival als vijfde van 22 landen aantreden, voorafgegaan door Turkije en gevolgd door Luxemburg. Op het einde van de puntentelling bleek dat Maywood op de 15de plaats was geëindigd met een totaal van 25 punten.
België had geen punten over voor het Nederlandse lied.

### Gekregen punten
| 12 punten | 10 punten             | 8 punten                | 7 punten                   | 6 punten                             |
| --------- | --------------------- | ----------------------- | -------------------------- | ------------------------------------ |
|           |                       |                         |                            | - Frankrijk                          |
| 5 punten  | 4 punten              | 3 punten                | 2 punten                   | 1 punt                               |
|           | - Verenigd Koninkrijk | - Turkije - Zwitserland | - Cyprus - Israël - Italië | - Griekenland - Luxemburg - Portugal |

### Punten gegeven door Nederland
Punten gegeven in de finale:
| 12 punten | Frankrijk   |
| 10 punten | Ierland     |
| 8 punten  | Italië      |
| 7 punten  | België      |
| 6 punten  | Zweden      |
| 5 punten  | Griekenland |
| 4 punten  | Israël      |
| 3 punten  | Turkije     |
| 2 punten  | Spanje      |
| 1 punt    | Oostenrijk  |

1956 · 1957 · 1958 · 1959 · 1960 · 1961 · 1962 · 1963 · 1964 · 1965 · 1966 · 1967 · 1968 · 1969 · 1970 · 1971 · 1972 · 1973 · 1974 · 1975 · 1976 · 1977 · 1978 · 1979 · 1980 · 1981 · 1982 · 1983 · 1984 · 1985 · 1986 · 1987 · 1988 · 1989 · 1990 · 1991 · 1992 · 1993 · 1994 · 1995 · 1996 · 1997 · 1998 · 1999 · 2000 · 2001 · 2002 · 2003 · 2004 · 2005 · 2006 · 2007 · 2008 · 2009 · 2010 · 2011 · 2012 · 2013 · 2014 · 2015 · 2016 · 2017 · 2018 · 2019 · 2020 · 2021 · 2022 · 2023 · 2024 · 2025